# جزیره ام‌سیله

نقشه حمل و نقل استان بوشهر

جزیره ام سیله یا خان از جزیره‌های غیر مسکونی ایرانی در مجاورت خور خان در خلیج فارس است که در استان بوشهر واقع شده است. این جزیره دارای طول ۳ کیلومتر، عرض کم و حداکثر ارتفاع حدود ۳ متر از سطح دریا است.
جزیره خان با مساحتی در حدود ۴ کیلومتر مربع در ۸ کیلومتری مغرب روستای برد خون کهنه واقع شده‌است. فاصله جزیره خان از ساحل دریا ۴ کیلومتر می‌باشد.
منشأ این جزیره رسوبی بوده ولی در تشکیل آن صدف‌های دریایی هم نقش داشته‌اند. این جزیره محل لانه‌سازی پرندگان است و پرندگان زیادی چون پرستوهای دریایی، کاکلی، گیلانشاه معمولی، سلیم و فلامینگو در آن دیده می‌شوند.